# Neil Young Sétány (NYS)
Rátóti Zoltán színművész, Huzella Péter (a Kaláka volt tagja) és Tóth István (Hétrét együttes) zenészek, valamint  Sülyi Péter szövegíró (Omega együttes) alakította meg a  Neil Young Sétányt, közismertebb nevén a NYS-t.
A csapat Neil Young dalait énekli magyarul, Sülyi Péter tolmácsolásában. Neil Young-ot a magyar közönség a Woodstock-korszakból ismerheti, ott mutatkozott be a Crosby, Stills, Nash and Young szupercsapat tagjaként, és mára már az amerikai rockzene meghatározó alakjává vált. Jenei Szilveszter (ILLÉS együttes, Kormorán zenekar, Kormorán Memory Band) 2009-ben csatlakozott az együtteshez, 2017-ben útjaik szétváltak. Ez a formáció nem készített közös albumot.
A dalszövegek érdekessége, hogy nemcsak az eredeti magyarra fordított változatai, hanem magyarítva is lettek. 
Első lemezük 2006-ban jelent meg, Hommage à Neil Young címmel.
Második lemezük 2009-re datálódik, melynek címe NYS 2. Ezen albumon helyet kapott sok, régóta várt szám, mint például a Nincs Pardon és az Újból egy.

## Külső hivatkozások
- A NYS hivatalos honlapja Archiválva 2009. november 1-i dátummal a Wayback Machine-ben
- Rajongói fórum a szinhaz.hu-n
- NYS a YouTube-on